# Arthur Fry
 (février 2014).
Si vous disposez d'ouvrages ou d'articles de référence ou si vous connaissez des sites web de qualité traitant du thème abordé ici, merci de compléter l'article en donnant les références utiles à sa vérifiabilité et en les liant à la section « Notes et références ».
Arthur Fry, né le 19 août 1931, est un inventeur et scientifique américain. Il est reconnu être le cocréateur du Post-it, un article de fourniture de bureau fabriqué par l'entreprise 3M. En 2006, les produits « Post-it notes » sont vendus dans plus de 100 pays.

## Histoire
Fry est né dans le Minnesota, a ensuite vécu dans l'Iowa et à Kansas City dans le Missouri (États-Unis). Il passe l'école primaire dans une petite école rurale qui ne compte qu'une seule salle. Durant son enfance, il est réputé faire sa première incursion dans l'ingénierie de la construction de toboggans de bois au rebut. Il parvient cependant à étudier en génie chimique à l'Université du Minnesota. Il a 3 enfants et 5 petits-enfants.
En 1953, alors inscrit dans une école de premier cycle, Fry prend un emploi à 3M (alors appelé Minnesota Mining and Manufacturing Company) en tant que jeune chercheur de développement de produits. Il travaille dans le développement de nouveaux produits tout au long de sa carrière chez 3M, jusqu'à sa retraite au début des années 1990.